# Buchholz (Nordhausen)
Buchholz è una frazione della città tedesca di Nordhausen.

## Storia
Il comune di Buchholz venne aggregato nel 2018 alla città di Nordhausen.